# Angereds närsjukhus
Angereds närsjukhus (ANS) är ett sjukhus beläget i Angered, Göteborg. Arbetet med sjukhusets projekt inleddes under 2007 och patienter började tas emot 2008. En helt ny sjukhusbyggnad vid buss- och spårvagnsterminalen i Angered Centrum stod klar 4 maj 2015. Sjukhuset invigdes 10 september 2015. Verksamhetsytan är 11 000 m2 och sjukhusets totala yta 18 500 m2.

## Organisation
Angereds Närsjukhus ägs av Västra Götalandsregionen, och drivs av en politiskt tillsatt styrelse. På sjukhuset finns också ett kansli som hanterar det övergripande administrativa arbetet. Angereds Närsjukhus har en budgetomsättning på cirka 252 miljoner kronor per år (2015). Antalet anställda uppgick 2015 till ca 283 personer.

## Uppdrag
Visionen bakom Angereds Närsjukhus är att skapa en vård som utgår från befolkningens behov och förväntningar, där patienten sätts i centrum. Närsjukhuset tillkomst började med beslut i Hälso- och sjukvårdsnämnden Nordöstra Göteborg 2005. Verksamheten startades i olika former av temporära lokaler, vilket gav medarbetare och patienter en unik möjlighet att påverka innehållet och verksamheten vilket beskrevs av läkartidningen 2009. Den behovsanalys som genomförts har visat att befolkningen i Nordost drabbas av bl.a.hjärt- och kärlsjukdomar, KOL, lungcancer  och fetma i högre utsträckning än andra delar av Göteborg. Angereds Närsjukhus strävar efter att vara hälsofrämjande och hälsoförebyggande, samt arbetar för att uppnå jämlik hälsa och behovsanpassad specialistvård för invånarna i nordöstra Göteborg. Utifrån sitt folkhälsouppdrag erbjuds bl.a. mammografi, tobaksprevention och cellprovstagning. När patienten erbjuds vård ska samverkan ske mellan olika verksamheter för att säkerställa att hänsyn tas till den sociala situationen.

## Nuvarande verksamhet
- ett vuxenspecialistcentrum med iniktning mot hjärt-, kärl-, och lungsjukdomar samt diabetes, tbc och neurologopedi. Här finns också ett smärtcentrum för patienter med långvariga smärtproblem
- två specialistcentrum barn- och unga i Angered (SBUA) och Gamlestaden (SBUG)
- en flyktingbarnmottagning
- opererande specialiteter, med gynekologisk mottagning, ortopedi m.m
- en röntgenmottagning som drivs i samverkan med Kungälvs sjukhus
- ett provtagningslaboratorium som drivs i samverkan med Sahlgrenska universitetssjukhus
- en avdelning för rehabilitering och förebyggande, t.ex. psykiatrisk verksamhet
- på Angereds Närsjukhus finns också en mottagning som drivs av Närhälsan

## Referenslista
1. 1 2  Skog, Björn. ”Angereds Närsjukhus - Press”. www.angeredsnarsjukhus.se. Arkiverad från originalet den 3 mars 2016. https://web.archive.org/web/20160303204013/http://www.angeredsnarsjukhus.se/sv/Angereds-narsjukhus1/angeredsnarsjukhus/Press2/. Läst 24 februari 2016.
2. ↑  Skog, Björn. ”Angereds Närsjukhus - Organisation”. www.angeredsnarsjukhus.se. Arkiverad från originalet den 3 mars 2016. https://web.archive.org/web/20160303193323/http://www.angeredsnarsjukhus.se/sv/Angereds-narsjukhus1/angeredsnarsjukhus/Om-Angereds-Narsjukhus/Organisation/. Läst 24 februari 2016.
3. ↑  Skog, Björn. ”Angereds Närsjukhus - Vårt uppdrag”. www.angeredsnarsjukhus.se. Arkiverad från originalet den 3 mars 2016. https://web.archive.org/web/20160303235804/http://www.angeredsnarsjukhus.se/sv/Angereds-narsjukhus1/angeredsnarsjukhus/Om-Angereds-Narsjukhus/ANS-uppdrag/. Läst 24 februari 2016.